# Deșteaptă-te, române!
Deșteaptă-te, române! (« Éveille-toi, Roumain ! ») est l'hymne national de la Roumanie écrit par Andrei Mureșanu (1816-1863), poète de facture romantique, journaliste, traducteur, un véritable tribun de l'époque marquée par la Révolution de 1848. La musique a été choisie parmi plusieurs chansons par Gheorghe Ucenescu (1830–1896), chanteur et professeur de musique, disciple et collaborateur d'Anton Pann.
Le poème Un răsunet (Un écho) d'Andrei Mureșanu, rédigé et publié pendant la Révolution de 1848 à Brașov, a été mis en musique en quelques jours seulement, puisqu'il a été chanté pour la première fois fin mai 1848 dans cette ville (la Révolution a commencé le 11 juin). Le poème deviendra hymne sous le titre Deșteaptă-te, române!, en remportant aussitôt un succès important, grâce à son message énergique et stimulant.
Dès lors, cet hymne a été chanté lors de tous les conflits importants, étant donné le message de patriotisme et de liberté qu'il véhicule. Ce fut le cas notamment lors de la révolution roumaine de 1989, remplaçant du même coup l'hymne communiste Trei culori (Trois couleurs).
Pendant quelques années, Deșteaptă-te, române! est l'hymne national de la Moldavie avant d'être remplacé en 1994 par l'hymne actuel, Limba noastră (Notre langue maternelle).

## Historique

### En Roumanie
À partir de 1848, Deșteaptă-te, romane! est un chant très cher aux Roumains, leur insufflant du courage lors des moments cruciaux de la Guerre d'Indépendance (1877-1878) et lors de la Première et de la Seconde Guerre mondiale. En particulier lors de la crise issue du coup d'État du 23 août 1944, lorsque la Roumanie s'est détournée de l'Allemagne de Hitler et s'est jointe aux Alliés, cette chanson fut chantée spontanément par tous et diffusée par les stations de radio.
Une fois instaurée la dictature communiste le 30 décembre 1947, lorsque le roi Michel a été forcé d'abdiquer, Deșteaptă-te, române! ainsi que d'autres marches et chants patriotiques ont été interdits. Si on les fredonnait, on risquait plusieurs années de prison. À partir des années 1970, la mélodie a pu de nouveau être chantée, mais sans les vers originaux. Le 22 décembre 1989, lors de la révolution anticommuniste, l'hymne a résonné dans les rues, accompagnant des masses énormes de gens. De la sorte, sa consécration en tant qu'hymne national a été tout à fait spontanée, sous la pression des manifestants. La chanson fut officiellement adoptée comme hymne national le 24 janvier 1990,.

### En Moldavie
L'hymne a également été utilisé à diverses occasions solennelles en République démocratique moldave au cours de sa brève existence entre 1917 et 1918. Entre 1991 et 1994, Deșteaptă-te, române! était l'hymne national de la Moldavie avant d'être remplacé par la suite par Limba noastră (Notre langue), l'hymne moldave actuel,,.

## Autre hymne roumain
Outre cet hymne, les Roumains possèdent Hora Unirii (La Ronde de l'Union), chant écrit en 1855 par le grand poète Vasile Alecsandri (1821-1890), il a été utilisé lors de l'Union des Principautés (1859). En général, il est chanté dans les occasions où les Roumains aspirent à l'union et à l'harmonie. Hora Unirii est chanté au rythme d'une danse lente mais énergique, réunissant l'assemblée en son entier. La danse en cercle (hora) est elle-même un ancien rituel qui symbolise la communauté spirituelle, l'égalité et le vœu des Roumains de mener leur vie les uns aux côtés des autres.

## Paroles
L'hymne national de la Roumanie est formé de onze strophes, dont quatre sont chantées lors des grandes occasions.
| Romain | Judéo-roumain | |
| --- | --- | --- |
| \| Paroles officielles (ro) \| Original en cyrillique roumain (1848) \| Transcription API \| \| ---------------------------------------------------------------------------------------------------------------------------------------------------------------------------------------------------------------------------------------------------------------------------------------------------------------------------------------------------------------------------------------------------------------------------------------------------------------------------------------------------------------------------------------------------------------------------------------------------------------------------------------------------------------------------------------------------------------------------------------------------------------------------------------------------------------------------------------------------------------------------------------------------------------------------------------------------------------------------------------------------------------------------------------------------------------------------------------------------------------------------------------------------------------------------------------------------------------------------------------------------------------------------------------------------------------------------------------------------------------------------------------------------------------------------------------------------------------------------------------------------------------------------------------------------------------------------------------------------------------------------------------------------------------------------------------------------------------------------------------------------------------------------------------------------------------------------------------------------------------------------------------------------------------------------------------------------------------------------------------------------------------- \| ----------------------------------------------------------------------------------------------------------------------------------------------------------------------------------------------------------------------------------------------------------------------------------------------------------------------------------------------------------------------------------------------------------------------------------------------------------------------------------------------------------------------------------------------------------------------------------------------------------------------------------------------------------------------------------------------------------------------------------------------------------------------------------------------------------------------------------------------------------------------------------------------------------------------------------------------------------------------------------------------------------------------------------------------------------------------------------------------------------------------------------------------------------------------------------------------------------------------------------------------------------------------------------------------------------------------------------------------------------------------------------------------------------------------------------------------------------------------------------------------------------------------------------------------------------------------------------------------------------------------------------------------------------------------------------------------------------------------------------------------------------------------------------------------------------------------------------------------------------------------------------------------------------------------------------------------------------------------------------------------------- \| ---------------------------------------------------------------------------------------------------------------------------------------------------------------------------------------------------------------------------------------------------------------------------------------------------------------------------------------------------------------------------------------------------------------------------------------------------------------------------------------------------------------------------------------------------------------------------------------------------------------------------------------------------------------------------------------------------------------------------------------------------------------------------------------------------------------------------------------------------------------------------------------------------------------------------------------------------------------------------------------------------------------------------------------------------------------------------------------------------------------------------------------------------------------------------------------------------------------------------------------------------------------------------------------------------------------------------------------------------------------------------------------------------------------------------------------------------------------------------------------------------------------------------------------------------------------------------------------------------------------------------------------------------------------------------------------------------------------------------------------------------------------------------------------------------------------------------------------------------------------------------------------------------------------------------------------------------------------------------------------------------------------------------------------------------------------------------------------------------------------------------------------------------------------------------------------------------------------------------------------------------------------------------------------------------------------------------------------------------------------------------------------------------------------------------------------------------------------------------------------------------------------------------------------------------------------------------------------------------------------------------------------------------------------------------------------------------------------------------------------------------------------------------------------------------------------------------------------------------------------------- \| \| Deșteaptă-te, române, din somnul cel de moarte, În care te-adânciră barbarii de tirani! Acum ori niciodată, croiește-ți altă soarte, La care să se-nchine și cruzii tăi dușmani. Acum ori niciodată să dăm dovezi la lume Că-n aste mâni mai curge un sânge de roman, Și că-n a noastre piepturi păstrăm cu fală-un nume Triumfător în lupte, un nume de Traian! Înalță-ți lata frunte și caută-n giur de tine, Cum stau ca brazi în munte voinici sute de mii; Un glas ei mai așteaptă și sar ca lupi în stâne, Bătrâni, bărbați, juni, tineri, din munți și din câmpii! Priviți, mărețe umbre, Mihai, Ștefan, Corvine, Româna națiune, ai voștri strănepoți, Cu brațele armate, cu focul vostru-n vine, „Viața-n libertate ori moarte!“ strigă toți. Pre voi vă nimiciră a pizmei răutate Și oarba neunire la Milcov și Carpați! Dar noi, pătrunși la suflet de sfânta libertate, Jurăm că vom da mâna, să fim pururea frați! O mamă văduvită de la Mihai cel Mare Pretinde de la fii-și azi mână d-ajutori, Și blastămă cu lacrămi în ochi pe orișicare, În astfel de pericul s-ar face vânzători! De fulgere să piară, de trăsnet și pucioasă, Oricare s-ar retrage din gloriosul loc, Când patria sau mama, cu inima duioasă, Va cere ca să trecem prin sabie și foc! N-ajunse iataganul barbarei semilune, A cărui plăgi fatale și azi le mai simțim; Acum se vâră cnuta în vetrele străbune, Dar martor ne e Domnul că vii nu o primim! N-ajunse despotismul cu-ntreaga lui orbie, Al cărui jug din seculi ca vitele-l purtăm; Acum se-ncearcă cruzii, în oarba lor trufie, Să ne răpească limba, dar morți numai o dăm! Români din patru unghiuri, acum ori niciodată Uniți-vă în cuget, uniți-vă-n simțiri! Strigați în lumea largă că Dunărea-i furată Prin intrigă și silă, viclene uneltiri! Preoți, cu crucea-n frunte căci oastea e creștină, Deviza-i libertate și scopul ei preasfânt. Murim mai bine-n luptă, cu glorie deplină, Decât să fim sclavi iarăși în vechiul nost'pământ[9],[10],[11] \| Deщеаптъ-те, роmъnе, dіn соmnȢл чел dе móрте Ꙟn каре тĕ аdъnчіръ барбарii dе тіраnĭ! АкȢm орĭ nічĭ оdатъ кроĭеще'цĭ алтъ сóрте Ла кареа съ се 'nкіnе ші крȢzіĭ тъĭ dȢшmаnĭ! АкȢm, орĭ nічĭ оdатъ съ dъm dовеzĭ ла лȢmе, Къ 'nасте mъnĭ mаĭ кȢрџе Ȣn съnџе dе роmаn, Шĭ къ'n а nóстре пептȢрĭ пъстръm кȢ фалъ Ȣn nȢmе ТрĭȢmфътор dе пополĭ, Ȣn nȢmе dе Траĭаn. Ꙟnалцъ'цĭ лата фрȢnте, ші каȢтъ 'n џіȢр dе тіnе КȢm стаȢ ка браzĭ ꙟн mȢnте воĭnічĭ сȢте dе mіĭ! Ꙋn глас еĭ mаĭ ащеатъ ші сар ка лȢпĭ ꙟн стіnе Бътръnĭ, бърбацĭ, жȢnĭ, тіnерĭ dіn mȢnцĭ ші dіn къmпіĭ! Прівіцĭ mъреце Ȣmбре, МіхаĭȢ, Щефаn, Корвіnе Ла nаціа роmъnъ, л'аĭ востріĭ стръnепоцĭ! КȢ брацеле арmате, кȢ фокȢл вострȢ'n віnе, Віĭацъ 'n лібертате, орĭ móрте стрігъ тоцĭ! Пре воĭ въ nimiчіръ а пісмеĭ ръȢтате Ші óрба nеȢnіре ла Мілкоб ші Карпацĭ! Daр nоĭ пътрȢnшĭ ла сȢфлет de сфъnта лібертате, ЖȢръm, къ воm da mъna, съ фіm пȢрȢреа фрацĭ! О mаmъ веdȢвітъ dела МіхаĭȢ чел mаре Претіndе dела фіі'шĭ аzĭ mъnъ d'ажȢтор; Ші бластъmъ кȢ лакръmĭ ꙟн окĭ, пе орĭ шікаре, Ꙟn астфелĭȢ dе перікȢл се фаче въnzътор. De фȢлџере съ пеаръ, de тръсnет ші пȢчóсъ, Орĭ каре с'ар ретраџе din глоріосȢл лок, Къnd патріа саȢ mama кȢ іnima dȢióсъ, Ва чере ка съ тречеm прin сабіе ші фок. N'aжȢnсе iaтагаnȢл барбареĭ сеmiлȢnе, А кърȢĭ плъџĭ фатале ші аzĭ ле maĭ сіmціm; АкȢm се вѫръ кnȢта ꙟн ветреле стръбȢnе, Daр maртор nе é DomnȢл къ віĭ nȢ о прііmim. N'aжȢnсе dеспотісmȢл кȢ 'nтеага лȢĭ орбіе, А кърȢĭ жȢг din веакȢрĭ ка вітеле'л пȢртъm; АкȢm се 'nчеаркъ крȢzіĭ ꙟн óрба лор трȢфіе, Съ ne ръпіаскъ ліmба: dар mорцĭ nȢmaĭ о dъm! Роmъnĭ dіn патрȢ ȢnгĭȢрĭ, акȢm, орĭ nічĭ оdатъ Ꙋnіцĭ'въ ꙟн кȢџет, Ȣnіцĭ'въ 'n сіmцірĭ! Стрігацĭ ꙟн лȢmеа ларгъ къ DȢnъреа'ĭ фȢратъ Пріn іnтрігъ ші сілъ, віклеnе Ȣnелтірĭ! Преоцĭ, кȢ крȢчеа'n фрȢnте, къчĭ óстеа é крещіnъ, Deвіzа'ĭ лібертате, ші скопȢл еĭ преа сфъnт! МȢріm mаĭ біnе 'n лȢптъ, кȢ глоріе deпліnъ, Deкът съ фіm склаві ĭаръшĭ ꙟн векĭȢл nост пъmъnт![12],[13] \| [deʃ.ˈte̯ap.tə.te ro.ˈmɨ.ne ǀ din ˈsom.nul t͡ʃel de ˈmo̯ar.te ǀ] [ɨn ˈka.re te̯a.dɨn.ˈt͡ʃi.rə ǀ 𝄆 bar.ˈba.rij de ti.ˈranʲ 𝄇 ǁ] (𝄆) [a.ˈkum orʲ ni.t͡ʃo.ˈda.tə ǀ kro.ˈjeʃ.tet͡sʲ ˈal.tə ˈso̯ar.te ǀ] [la ˈka.re sə sen.ˈki.ne ǀ 𝄆 ʃi ˈkru.zij təj duʃ.ˈmanʲ 𝄇 ǁ] (𝄇) [a.ˈkum orʲ ni.t͡ʃo.ˈda.tə ǀ sə dəm do.ˈvezʲ la ˈlu.me ǀ] [kən ˈas.te mɨnʲ maj ˈkur.d͡ʒe ǀ 𝄆 un ˈsɨn.d͡ʒe de ro.ˈman 𝄇 ǁ] (𝄆) [ʃi kən a ˈno̯as.tre ˈpjep.turʲ ǀ pəs.ˈtrəm ku ˈfa.ləu̯n ˈnu.me ǀ] [tri.um.fə.ˈtor ɨn ˈlup.te ǀ 𝄆 un ˈnu.me de tra.ˈjan 𝄇 ǁ] (𝄇) [ɨ.ˈnal.t͡sət͡sʲ ˈla.ta ˈfrun.te ǀ ʃi ˈkau̯.tən d͡ʒur de ˈti.ne ǀ] [kum stau̯ ka brazʲ ɨn ˈmun.te ǀ 𝄆 voj.ˈnit͡ʃʲ ˈsu.te de mij 𝄇 ǁ] (𝄆) [un ɡlas jej maj aʃ.ˈte̯ap.tə ǀ ʃi sar ka lupʲ ɨn ˈstɨ.ne ǀ] [bə.ˈtrɨnʲ bər.ˈbat͡sʲ ʒunʲ ˈti.nerʲ ǀ 𝄆 din munt͡sʲ ʃi din kɨm.ˈpij 𝄇 ǁ] (𝄇) [pri.ˈvit͡sʲ mə.ˈre.t͡se ˈum.bre ǀ mi.ˈhaj ʃte.ˈfan kor.ˈvi.ne ǀ] [ro.ˈmɨ.na na.t͡si.ˈu.ne ǀ 𝄆 aj ˈvoʃ.tri strə.ne.ˈpot͡sʲ 𝄇 ǁ] (𝄆) [ku ˈbra.t͡se.le ar.ˈma.te ǀ ku ˈfo.kul ˈvos.trun ˈvi.ne ǀ] [vi.ˈa.t͡san li.ber.ˈta.te ǀ 𝄆 orʲ ˈmo̯ar.te ˈstri.ɡə tot͡sʲ 𝄇 ǁ] (𝄇) [pre voj və ni.mi.ˈt͡ʃi.rə ǀ a ˈpiz.mej rə.u.ˈta.te ǀ] [ʃi ˈo̯ar.ba ne.u.ˈni.re ǀ 𝄆 la ˈmil.kov ʃi kar.ˈpat͡sʲ 𝄇 ǁ] (𝄆) [dar noj pə.ˈtrunʃʲ la ˈsuf.let ǀ de ˈsfɨn.ta li.ber.ˈta.te ǀ] [ʒu.ˈrəm kə vom da ˈmɨ.na ǀ 𝄆 sə fim ˈpu.ru.re̯a frat͡sʲ 𝄇 ǁ] (𝄇) [o ˈma.mə və.du.ˈvi.tə ǀ de la mi.ˈhaj t͡ʃel ˈma.re ǀ] [pre.ˈtin.de de la ˈfi.iʃʲ ǀ 𝄆 azʲ ˈmɨ.nə da.ʒu.ˈtorʲ 𝄇 ǁ] (𝄆) [ʃi ˈblas.tə.mə ku ˈlak.rəmʲ ǀ ɨn okʲ pe orʲ.ʃi.ˈka.re ǀ] [ɨn ˈast.fel de pe.ˈri.kul ǀ 𝄆 sar ˈfa.t͡ʃe vɨn.zə.ˈtorʲ 𝄇 ǁ] (𝄇) [de ˈful.d͡ʒe.re sə ˈpja.rə ǀ de ˈtrəs.net ʃi pu.ˈt͡ʃo̯a.sə ǀ] [orʲ.ˈka.re sar re.ˈtra.d͡ʒe ǀ 𝄆 din ɡlo.ri.ˈo.sul lok 𝄇 ǁ] (𝄆) [kɨnd ˈpa.tri.a sau̯ ˈma.ma ǀ ku ˈi.ni.ma du.ˈjo̯a.sə ǀ] [va ˈt͡ʃe.re ka sə ˈtre.t͡ʃem ǀ 𝄆 prin ˈsa.bi.je ʃi fok 𝄇 ǁ] (𝄇) [ˈna.ʒun.d͡ʒe ja.ta.ˈɡa.nul ǀ bar.ˈba.rej se.mi.ˈlu.ne ǀ] [a ˈkə.ruj pləd͡ʒʲ fa.ˈta.le ǀ 𝄆 ʃi azʲ le maj sim.ˈt͡sim 𝄇 ǁ] (𝄆) [a.ˈkum se ˈvɨ.rə ˈknu.ta ǀ ɨn ˈve.tre.le strə.ˈbu.ne ǀ] [dar ˈmar.tor ne je ˈdom.nul ǀ 𝄆 kə vij nu o pri.ˈmim 𝄇 ǁ] (𝄇) [ˈna.ʒun.d͡ʒe des.po.ˈtis.mul ǀ kun.ˈtre̯a.ɡa luj or.ˈbi.je ǀ] [al ˈkə.ruj ʒuɡ de ˈse.kulʲ ǀ 𝄆 ka ˈvi.te.lel pur.ˈtəm 𝄇 ǁ] (𝄆) [a.ˈkum sen.ˈt͡ʃe̯ar.kə ǀ ˈkru.zij ku ˈo̯ar.ba lor tru.ˈfi.je ǀ] [sə ne rə.ˈpe̯as.kə ˈlim.ba ǀ 𝄆 dar mort͡sʲ ˈnu.maj o dəm 𝄇 ǁ] (𝄇) [ro.ˈmɨnʲ din ˈpa.tru ˈuŋɡ.jurʲ ǀ a.ˈkum orʲ ni.t͡ʃo.ˈda.tə ǀ] [u.ˈni.t͡si.və ɨn ˈku.d͡ʒet ǀ 𝄆 u.ˈni.t͡si.vən sim.ˈt͡sirʲ 𝄇 ǁ] (𝄆) [stri.ˈɡat͡sʲ ɨn ˈlu.me̯a ˈlar.ɡə ǀ kə ˈdu.nə.re̯aj fu.ˈra.tə ǀ] [prin ˈin.tri.ɡə ʃi ˈsi.lə ǀ 𝄆 vi.ˈkle.ne u.nel.ˈtirʲ 𝄇 ǁ] (𝄇) [ˈpre.ot͡sʲ ku ˈkru.t͡ʃe̯an ˈfrun.te ǀ kət͡ʃʲ ˈo̯as.te̯a je kreʃ.ˈti.nə ǀ] [de.ˈvi.zaj li.ber.ˈta.te ǀ 𝄆 ʃi ˈsko.pul jej pre̯a.ˈsfɨnt 𝄇 ǁ] (𝄆) [mu.ˈrim maj ˈbi.nen ˈlup.tə ǀ ku ˈɡlo.ri.je de.ˈpli.nə ǀ] [de.ˈkɨt sə fim sklavʲ ˈja.rəʃʲ ǀ 𝄆 ɨn ˈvek.jul nost pə.ˈmɨnt 𝄇 ǁ] (𝄇) \| | דישטיאפטטי, רומיני, דין סומנול צ׳יל די מוארטי, אין קארי טיאדינצ׳ירה בארבאריי די טיראני! אַקום אור ניצ׳ודאטה, קרוישטיצי אלטה סוארטי, לה קארי סה סינקיני שי קרוזיי טאי דושמאני. אקום אור ניצ׳ודאטה סה דם דוװיזי אין/לה לומי קן אסטי מין מאי קורג׳י און סינג׳י די רומאן, ישי קן א נואסטרי פייפטורי פסטרם קו פאלון נומה טריאומפטור אין לופטי, און נומי די טראיאן! אינאלצצי לאטה פרונטי שי קאוטן ג׳ור די טיני קום סטאו קה בראזי אין מונטי װויניצ׳ סוטי די מיי; און גלאס איי מאי אשטיאפטה שי סאר קה לופי אין סטיני, בטריני, ברבאצי, ז׳וני, טינירי, דין מונצי שי דין קימפיי! פריװיצי, מריצי אומברי, מיכאי, שטיפאן, קורװיני, לה פאטרייה רומינה (רומינה נאציאוני), אי װושטרי סטרניפוצי, קו בראצילי ארמאטי, קו פוקול װוסטרון װיני, ״װייאצאן ליבירטאטי אור מוארטי״ סטריגה טוצי. פרי װוי װה נימיצ׳ירה א פיזמיי רוטאַטי שי וארבה ניאונירי לה מילקוב שי קארפאצי! דאר מוי, פטרונשי לה סופליט די סבינטה ליבירטאטה, ז׳ורם קה װום דה מינה, סה פים פורוריה פראצי! או מאמה װדוװיטה די לה מיכאי צ׳יל מארי פריטינדי די לה פיי שי אזי מינה דאז׳וטורי, שי בלאסטמה קו לאקרמי אין אוקי פי אורישיקארי, אין אסטפיל די פיריקול סאר פאצ׳י װינזטורי! די פולג׳ירי סה פיארה, די טרסניט שי פוצ׳ואסה, אוריקארי סאר ריטראג׳י דין גלוריוסול לוק. קינד פאטרייה סו מאמה, קו אינימה דויואסה, װה צ׳ירי קה סה טריצ׳ים פרין סאביי שי פוק! נאז׳נסי יאטאנאנול בארבאריי סימילוני, א קרוי פלג׳ פאטאלי שי אזי לי מאי סימצים; אקום סי װירה קנוטה אין װיטרילי סטרבוני, דאר מארטור ני אי דומנול קה װיי נו א פרימים! נאז׳נסי דיעספוטיסמול קונטריאגה לוי אורביי, אל קרוי ז׳וג דין סיקולי קה װיטיליל פורטם; אקום סינצ׳ארקה קרוזיי, אין וארבה לור טרופיי, סה ני רפיאסקה לימבה, דאר מורצי נומאי או דם! רומיני דין פאטרו אונגיורי, אקום ואר ניצ׳ודאטה אוניציװה איו קוג׳יט, אוניציװן סימצירי! סטריגאצי אין לומיה לארגה קה דונריה אי פוראטה פרין אינטריגה שי סילה, װיקליני אונילטירי! פריאוצי, קו קרוצ׳אן פרונטי קצ׳ ואסטיה אי קרישטינה, דיװיזה אי ליבירטאטי שי סקופול איי פריאסבינט. מורים מאי בינין לופטה, קו גלוריי דיפלינה, דיקיט סה פים סקלאװי יארשי אין װיקיול נוסט פמינט! | |
| Paroles officielles (ro) | Original en cyrillique roumain (1848) | Transcription API |
| Deșteaptă-te, române, din somnul cel de moarte, În care te-adânciră barbarii de tirani! Acum ori niciodată, croiește-ți altă soarte, La care să se-nchine și cruzii tăi dușmani. Acum ori niciodată să dăm dovezi la lume Că-n aste mâni mai curge un sânge de roman, Și că-n a noastre piepturi păstrăm cu fală-un nume Triumfător în lupte, un nume de Traian! Înalță-ți lata frunte și caută-n giur de tine, Cum stau ca brazi în munte voinici sute de mii; Un glas ei mai așteaptă și sar ca lupi în stâne, Bătrâni, bărbați, juni, tineri, din munți și din câmpii! Priviți, mărețe umbre, Mihai, Ștefan, Corvine, Româna națiune, ai voștri strănepoți, Cu brațele armate, cu focul vostru-n vine, „Viața-n libertate ori moarte!“ strigă toți. Pre voi vă nimiciră a pizmei răutate Și oarba neunire la Milcov și Carpați! Dar noi, pătrunși la suflet de sfânta libertate, Jurăm că vom da mâna, să fim pururea frați! O mamă văduvită de la Mihai cel Mare Pretinde de la fii-și azi mână d-ajutori, Și blastămă cu lacrămi în ochi pe orișicare, În astfel de pericul s-ar face vânzători! De fulgere să piară, de trăsnet și pucioasă, Oricare s-ar retrage din gloriosul loc, Când patria sau mama, cu inima duioasă, Va cere ca să trecem prin sabie și foc! N-ajunse iataganul barbarei semilune, A cărui plăgi fatale și azi le mai simțim; Acum se vâră cnuta în vetrele străbune, Dar martor ne e Domnul că vii nu o primim! N-ajunse despotismul cu-ntreaga lui orbie, Al cărui jug din seculi ca vitele-l purtăm; Acum se-ncearcă cruzii, în oarba lor trufie, Să ne răpească limba, dar morți numai o dăm! Români din patru unghiuri, acum ori niciodată Uniți-vă în cuget, uniți-vă-n simțiri! Strigați în lumea largă că Dunărea-i furată Prin intrigă și silă, viclene uneltiri! Preoți, cu crucea-n frunte căci oastea e creștină, Deviza-i libertate și scopul ei preasfânt. Murim mai bine-n luptă, cu glorie deplină, Decât să fim sclavi iarăși în vechiul nost'pământ, | Deщеаптъ-те, роmъnе, dіn соmnȢл чел dе móрте Ꙟn каре тĕ аdъnчіръ барбарii dе тіраnĭ! АкȢm орĭ nічĭ оdатъ кроĭеще'цĭ алтъ сóрте Ла кареа съ се 'nкіnе ші крȢzіĭ тъĭ dȢшmаnĭ! АкȢm, орĭ nічĭ оdатъ съ dъm dовеzĭ ла лȢmе, Къ 'nасте mъnĭ mаĭ кȢрџе Ȣn съnџе dе роmаn, Шĭ къ'n а nóстре пептȢрĭ пъстръm кȢ фалъ Ȣn nȢmе ТрĭȢmфътор dе пополĭ, Ȣn nȢmе dе Траĭаn. Ꙟnалцъ'цĭ лата фрȢnте, ші каȢтъ 'n џіȢр dе тіnе КȢm стаȢ ка браzĭ ꙟн mȢnте воĭnічĭ сȢте dе mіĭ! Ꙋn глас еĭ mаĭ ащеатъ ші сар ка лȢпĭ ꙟн стіnе Бътръnĭ, бърбацĭ, жȢnĭ, тіnерĭ dіn mȢnцĭ ші dіn къmпіĭ! Прівіцĭ mъреце Ȣmбре, МіхаĭȢ, Щефаn, Корвіnе Ла nаціа роmъnъ, л'аĭ востріĭ стръnепоцĭ! КȢ брацеле арmате, кȢ фокȢл вострȢ'n віnе, Віĭацъ 'n лібертате, орĭ móрте стрігъ тоцĭ! Пре воĭ въ nimiчіръ а пісмеĭ ръȢтате Ші óрба nеȢnіре ла Мілкоб ші Карпацĭ! Daр nоĭ пътрȢnшĭ ла сȢфлет de сфъnта лібертате, ЖȢръm, къ воm da mъna, съ фіm пȢрȢреа фрацĭ! О mаmъ веdȢвітъ dела МіхаĭȢ чел mаре Претіndе dела фіі'шĭ аzĭ mъnъ d'ажȢтор; Ші бластъmъ кȢ лакръmĭ ꙟн окĭ, пе орĭ шікаре, Ꙟn астфелĭȢ dе перікȢл се фаче въnzътор. De фȢлџере съ пеаръ, de тръсnет ші пȢчóсъ, Орĭ каре с'ар ретраџе din глоріосȢл лок, Къnd патріа саȢ mama кȢ іnima dȢióсъ, Ва чере ка съ тречеm прin сабіе ші фок. N'aжȢnсе iaтагаnȢл барбареĭ сеmiлȢnе, А кърȢĭ плъџĭ фатале ші аzĭ ле maĭ сіmціm; АкȢm се вѫръ кnȢта ꙟн ветреле стръбȢnе, Daр maртор nе é DomnȢл къ віĭ nȢ о прііmim. N'aжȢnсе dеспотісmȢл кȢ 'nтеага лȢĭ орбіе, А кърȢĭ жȢг din веакȢрĭ ка вітеле'л пȢртъm; АкȢm се 'nчеаркъ крȢzіĭ ꙟн óрба лор трȢфіе, Съ ne ръпіаскъ ліmба: dар mорцĭ nȢmaĭ о dъm! Роmъnĭ dіn патрȢ ȢnгĭȢрĭ, акȢm, орĭ nічĭ оdатъ Ꙋnіцĭ'въ ꙟн кȢџет, Ȣnіцĭ'въ 'n сіmцірĭ! Стрігацĭ ꙟн лȢmеа ларгъ къ DȢnъреа'ĭ фȢратъ Пріn іnтрігъ ші сілъ, віклеnе Ȣnелтірĭ! Преоцĭ, кȢ крȢчеа'n фрȢnте, къчĭ óстеа é крещіnъ, Deвіzа'ĭ лібертате, ші скопȢл еĭ преа сфъnт! МȢріm mаĭ біnе 'n лȢптъ, кȢ глоріе deпліnъ, Deкът съ фіm склаві ĭаръшĭ ꙟн векĭȢл nост пъmъnт!,                       | [deʃ.ˈte̯ap.tə.te ro.ˈmɨ.ne ǀ din ˈsom.nul t͡ʃel de ˈmo̯ar.te ǀ] [ɨn ˈka.re te̯a.dɨn.ˈt͡ʃi.rə ǀ 𝄆 bar.ˈba.rij de ti.ˈranʲ 𝄇 ǁ] (𝄆) [a.ˈkum orʲ ni.t͡ʃo.ˈda.tə ǀ kro.ˈjeʃ.tet͡sʲ ˈal.tə ˈso̯ar.te ǀ] [la ˈka.re sə sen.ˈki.ne ǀ 𝄆 ʃi ˈkru.zij təj duʃ.ˈmanʲ 𝄇 ǁ] (𝄇) [a.ˈkum orʲ ni.t͡ʃo.ˈda.tə ǀ sə dəm do.ˈvezʲ la ˈlu.me ǀ] [kən ˈas.te mɨnʲ maj ˈkur.d͡ʒe ǀ 𝄆 un ˈsɨn.d͡ʒe de ro.ˈman 𝄇 ǁ] (𝄆) [ʃi kən a ˈno̯as.tre ˈpjep.turʲ ǀ pəs.ˈtrəm ku ˈfa.ləu̯n ˈnu.me ǀ] [tri.um.fə.ˈtor ɨn ˈlup.te ǀ 𝄆 un ˈnu.me de tra.ˈjan 𝄇 ǁ] (𝄇) [ɨ.ˈnal.t͡sət͡sʲ ˈla.ta ˈfrun.te ǀ ʃi ˈkau̯.tən d͡ʒur de ˈti.ne ǀ] [kum stau̯ ka brazʲ ɨn ˈmun.te ǀ 𝄆 voj.ˈnit͡ʃʲ ˈsu.te de mij 𝄇 ǁ] (𝄆) [un ɡlas jej maj aʃ.ˈte̯ap.tə ǀ ʃi sar ka lupʲ ɨn ˈstɨ.ne ǀ] [bə.ˈtrɨnʲ bər.ˈbat͡sʲ ʒunʲ ˈti.nerʲ ǀ 𝄆 din munt͡sʲ ʃi din kɨm.ˈpij 𝄇 ǁ] (𝄇) [pri.ˈvit͡sʲ mə.ˈre.t͡se ˈum.bre ǀ mi.ˈhaj ʃte.ˈfan kor.ˈvi.ne ǀ] [ro.ˈmɨ.na na.t͡si.ˈu.ne ǀ 𝄆 aj ˈvoʃ.tri strə.ne.ˈpot͡sʲ 𝄇 ǁ] (𝄆) [ku ˈbra.t͡se.le ar.ˈma.te ǀ ku ˈfo.kul ˈvos.trun ˈvi.ne ǀ] [vi.ˈa.t͡san li.ber.ˈta.te ǀ 𝄆 orʲ ˈmo̯ar.te ˈstri.ɡə tot͡sʲ 𝄇 ǁ] (𝄇) [pre voj və ni.mi.ˈt͡ʃi.rə ǀ a ˈpiz.mej rə.u.ˈta.te ǀ] [ʃi ˈo̯ar.ba ne.u.ˈni.re ǀ 𝄆 la ˈmil.kov ʃi kar.ˈpat͡sʲ 𝄇 ǁ] (𝄆) [dar noj pə.ˈtrunʃʲ la ˈsuf.let ǀ de ˈsfɨn.ta li.ber.ˈta.te ǀ] [ʒu.ˈrəm kə vom da ˈmɨ.na ǀ 𝄆 sə fim ˈpu.ru.re̯a frat͡sʲ 𝄇 ǁ] (𝄇) [o ˈma.mə və.du.ˈvi.tə ǀ de la mi.ˈhaj t͡ʃel ˈma.re ǀ] [pre.ˈtin.de de la ˈfi.iʃʲ ǀ 𝄆 azʲ ˈmɨ.nə da.ʒu.ˈtorʲ 𝄇 ǁ] (𝄆) [ʃi ˈblas.tə.mə ku ˈlak.rəmʲ ǀ ɨn okʲ pe orʲ.ʃi.ˈka.re ǀ] [ɨn ˈast.fel de pe.ˈri.kul ǀ 𝄆 sar ˈfa.t͡ʃe vɨn.zə.ˈtorʲ 𝄇 ǁ] (𝄇) [de ˈful.d͡ʒe.re sə ˈpja.rə ǀ de ˈtrəs.net ʃi pu.ˈt͡ʃo̯a.sə ǀ] [orʲ.ˈka.re sar re.ˈtra.d͡ʒe ǀ 𝄆 din ɡlo.ri.ˈo.sul lok 𝄇 ǁ] (𝄆) [kɨnd ˈpa.tri.a sau̯ ˈma.ma ǀ ku ˈi.ni.ma du.ˈjo̯a.sə ǀ] [va ˈt͡ʃe.re ka sə ˈtre.t͡ʃem ǀ 𝄆 prin ˈsa.bi.je ʃi fok 𝄇 ǁ] (𝄇) [ˈna.ʒun.d͡ʒe ja.ta.ˈɡa.nul ǀ bar.ˈba.rej se.mi.ˈlu.ne ǀ] [a ˈkə.ruj pləd͡ʒʲ fa.ˈta.le ǀ 𝄆 ʃi azʲ le maj sim.ˈt͡sim 𝄇 ǁ] (𝄆) [a.ˈkum se ˈvɨ.rə ˈknu.ta ǀ ɨn ˈve.tre.le strə.ˈbu.ne ǀ] [dar ˈmar.tor ne je ˈdom.nul ǀ 𝄆 kə vij nu o pri.ˈmim 𝄇 ǁ] (𝄇) [ˈna.ʒun.d͡ʒe des.po.ˈtis.mul ǀ kun.ˈtre̯a.ɡa luj or.ˈbi.je ǀ] [al ˈkə.ruj ʒuɡ de ˈse.kulʲ ǀ 𝄆 ka ˈvi.te.lel pur.ˈtəm 𝄇 ǁ] (𝄆) [a.ˈkum sen.ˈt͡ʃe̯ar.kə ǀ ˈkru.zij ku ˈo̯ar.ba lor tru.ˈfi.je ǀ] [sə ne rə.ˈpe̯as.kə ˈlim.ba ǀ 𝄆 dar mort͡sʲ ˈnu.maj o dəm 𝄇 ǁ] (𝄇) [ro.ˈmɨnʲ din ˈpa.tru ˈuŋɡ.jurʲ ǀ a.ˈkum orʲ ni.t͡ʃo.ˈda.tə ǀ] [u.ˈni.t͡si.və ɨn ˈku.d͡ʒet ǀ 𝄆 u.ˈni.t͡si.vən sim.ˈt͡sirʲ 𝄇 ǁ] (𝄆) [stri.ˈɡat͡sʲ ɨn ˈlu.me̯a ˈlar.ɡə ǀ kə ˈdu.nə.re̯aj fu.ˈra.tə ǀ] [prin ˈin.tri.ɡə ʃi ˈsi.lə ǀ 𝄆 vi.ˈkle.ne u.nel.ˈtirʲ 𝄇 ǁ] (𝄇) [ˈpre.ot͡sʲ ku ˈkru.t͡ʃe̯an ˈfrun.te ǀ kət͡ʃʲ ˈo̯as.te̯a je kreʃ.ˈti.nə ǀ] [de.ˈvi.zaj li.ber.ˈta.te ǀ 𝄆 ʃi ˈsko.pul jej pre̯a.ˈsfɨnt 𝄇 ǁ] (𝄆) [mu.ˈrim maj ˈbi.nen ˈlup.tə ǀ ku ˈɡlo.ri.je de.ˈpli.nə ǀ] [de.ˈkɨt sə fim sklavʲ ˈja.rəʃʲ ǀ 𝄆 ɨn ˈvek.jul nost pə.ˈmɨnt 𝄇 ǁ] (𝄇) |

### Traductions en vers non officielles
| Français | Anglais | Russe, (utilisé par les lipovènes) |
| --- | --- | --- |
| Éveille-toi, Ô Roumain, de ton éternel sommeil, Dans lequel ces sauvages t'ont plongé sans merci ; Et maintenant ou jamais, forge-toi un nouveau destin Auquel tous s'en remettront, même tes pires ennemis ! Enfin est venue l'heure pour nous d'montrer au monde Que dans nos veines coule un noble sang de Rome ; Et que dans nos poitrines est perdurée la fierté, Celle de Trajan, le vainqueur, ce grand et vaillant homme ! Regardez, Ô grandes ombres, Corvin, Michel, Étienne, de la nation roumaine, vos humbles descendants ; nous voici, les bras armés, les cœurs forgés de flammes ! « La liberté ou la mort », crions-nous dans les champs ! Avec vos croix, Ô prêtres, menez l'armée chrétienne ! Luttons pour la liberté et notre tout-puissant Père ! Plutôt mourir en bataille avec honneur et gloire que redev'nir esclaves sur notre vieille terre ! | Arise, O Romanians, wake up from thy deathly trance Into which thou wert sucked by tyrannic barbarians. Thee awaiteth a new fate, now or never is the chance To caustic shame and chagrin put all thine enemies. Now or never let us prove our traditions to the world That through our veins still floweth the blood of the Roman; Within our minds and essence a name we highly applaud, Triumphant in war we are, for the name of Trajan. Behold, marvelous shadows: Michael, Stephen, Corvinus, The Romanian nation, thy children are fearless. With weapons armed in thy hands, thy hearts fervid and aflame, "Live in liberty or death," we all clamour to fame. O Priests, rise thy holy cross, for this army is Christian, Our motto is liberty blessed with sacred mission. Better to die in battle in utmost pride and glory, Than to once again be slaves in our noble country. | Отбрось оковы, сердце румынского народа, Восстань от векового, от мертвенного сна! Уже настало время зажечь огонь свободы И за свои страданья врагам воздать сполна! Уже настало время низвергнуть гнет тирана, Принесший столько горя и зла краям родным. Пусть целый мир узнает: мы — правнуки Траяна, И чести славных предков вовек не посрамим! О Михай, Штефан, Матьяш, великие владыки, Не стыдно нам, потомкам, в глаза вам посмотреть: В руках мечи сверкают, огнём пылают лики, Как гром, призыв суровый: «Свобода или смерть!» Благословенна будет грядущая расплата, Священный, вечный подвиг — спасти страну свою. Мы вызволим отчизну из рабства супостатов Или падем со славой в отчаянном бою! |